# Ludwig Becherer
Ludwig Becherer (* 11. März 1796; † 8. September 1846 in Sulz) war ein württembergischer Landtagsabgeordneter.

## Leben
Becherer war von Beruf Pfandhilfsbeamter und saß im Stadtrat von Sulz. Von 1839 bis 1842 war er Abgeordneter für das Oberamt Sulz im württembergischen Landtag. 